# Augustaburiania
Augustaburiania es un género extinto de arcosauromorfo tanistrófido que vivió en el Triásico Inferior de lo que ahora es Europa Oriental. Fue recuperado de la Cuenca del río Don en la parte occidental de Rusia. Fue nombrado por Sennikov en el año de 2011 y la especie tipo es Augustaburiania vatagini. Augustaburiania es el tanistrófido más antiguo conocido.